# 杨桃毒素
杨桃毒素（英語：Caramboxin，简称CBX）是一种在杨桃（Averrhoa carambola）中发现的毒素。患有某些类型肾脏疾病的人在食用杨桃后容易受到不良的神经系统影响，包括中毒、癫痫发作甚至死亡。杨桃毒素已被确定为造成这些影响的神经毒素。杨桃毒素是一种非蛋白氨基酸，可刺激神经元中的谷氨酸盐受体。其化学结构类似于苯丙氨酸。杨桃毒素是NMDA和AMPA离子型谷氨酸盐受体的激动剂，具有强效兴奋、惊厥和神经退行性特性。
杨桃中的杨桃毒素和草酸之间可能的相互作用会导致神经毒性和肾毒性作用。不建议空腹食用大量杨桃或其果汁，即使对于肾功能正常的人也是如此。